# República de California
La República de Califòrnia, també anomenada la República de la Bandera de l'Ós, va ser un estat independentista no reconegut de Mèxic sorgit arran de la revolta duta a terme pels colons californians d'origen nord-americà, el dia 14 de juny de 1846, a la ciutat de Sonoma en contra de les autoritats de la fins llavors província mexicana d'Alta Califòrnia. Declarada durant la Intervenció nord-americana a Mèxic, aquesta república va durar 25 dies que posteriorment Els bear flaggers van abandonar la idea de crear la república.

## La Rebel·lió de la Bandera de l'Ós
La guerra entre els Estats Units i Mèxic havia estat declarada el 13 de maig de 1846, però aquesta notícia no es va saber a Califòrnia fins a mitjans de juliol de 1846. No obstant això, davant els rumors d'una suposada acció del govern mexicà contra els colons d'origen nord-americà al territori, un grup de trenta-tres homes armats es va apoderar de la ciutat de Sonoma, enarborant una bandera blanca amb un ós i un estel (la "bandera de l'ós") per simbolitzar el naixement de la República de Califòrnia, independent de Mèxic. L'ús d'aquesta bandera va originar el nom de la revolta: "Rebel·lió de la bandera de l'ós", sobrenomenant-se "bear flaggers" als seus promotors.
Aquest mateix dia 14 de juny, els revoltats van capturar a l'anterior comandant mexicà de Califòrnia del Nord, el general Mariano Guadalupe Vallejo, qui era el líder de la companyia militar estacionada en el Presidi de Sonoma. Enviat al Fort Sutter (actual Sacramento), va ser empresonat l'1 d'agost de 1846.
El primer i únic president de la flamant República va ser el pioner nord-americà William B. Ide, la presidència del qual va durar vint-i-cinc dies.
L’abril de 1846, sent imminent l'inici de la guerra, el govern federal va enviar al coronel Rafael Téllez al capdavant d'un nombrós cos militar, molt bé equipat, perquè s'embarqués amb destinació a l'Alta Califòrnia i ajudés a la defensa del territori, molt cobejat pels Estats Units. Però en arribar a Mazatlán, Téllez es va rebel·lar contra el president Mariano Parets de Arrillaga i es va quedar en Sinaloa, on de complicitat amb els comerciants estrangers va establir un cacicat en la part sud de l'estat i la va sostreure de l'obediència al govern local. Mentre això ocorria, l'esquadra nord-americana del Pacífic desembarcava marines en Alta Califòrnia (juliol de 1846) els quals, després d'una lluita violenta, van aconseguir vèncer als colons mexicans, abandonats a les seves pròpies forces, perquè a més que Téllez es va revoltar en Mazatlán, un altre destacament enviat des de Acapulco va ser retingut en aquesta comarca pel cacic Juan Álvarez.
El governador mexicà, general José Castro va intentar detenir la revolta i va enviar un destacament de 50 homes contra els rebels, però el 23 de juny de 1846, el comandant de l'exèrcit nord-americà John Charles Frémont va arribar amb un exèrcit de seixanta homes armats, va sumar als "bear flaggers" i va prendre el comandament de les forces combinades. Els soldats mexicans van ser derrotats en la Batalla de Olompali.
El 7 de juliol, una fragata (Savannah) i dues balandres (Cyane i Levant) de l'Armada nord-americana, sota les ordres de John Drake Sloat, van derrotar a la Guàrdia Costanera mexicana del port de Monterrey, Califòrnia, en una escaramussa menor (la batalla de Monterrey). Aquesta acció va indicar a Frémont on havia començat la guerra entre Mèxic i els Estats Units. A la vista d'aquest fet, els "bear flaggers" van abandonar la idea de crear una república independent i es van sumar a la lluita amb la intenció d'incorporar  Califòrnia als Estats Units d'Amèrica, en senyal d'aquest nou objectiu; van reemplaçar la bandera de l'ós per la nord-americana. El president Ide va passar de ser el primer magistrat de la república a convertir-se en un simple soldat del "Batalló de Califòrnia", controlat per Frémont. El mateix dia de la dissolució de l'efímera república les tropes nord-americanes ocupaven Yerba Bona.

## La bandera de l'ós

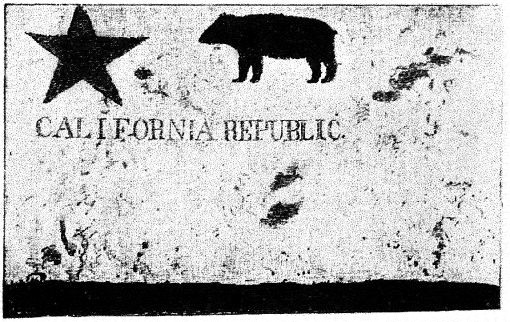
La bandera original de l'ós fotografiada en 1890.

El llegat més notable de la República de Califòrnia és la bandera de l'ós, creada en 1846, i que serveix de model a l'actual bandera de l'Estat de Califòrnia. En efecte, l'ensenya californiana té un fons blanc amb un estel, un ós gris i una estreta franja vermella en la seva part inferior amb la llegenda "California Republic" (República de Califòrnia, en català). La hissada de la bandera de l'ós original a la plaça de Sonoma és commemorat com una fita històrica californiana.